# NGC 2236
NGC 2236 (другое обозначение — OCL 501) — рассеянное скопление в созвездии Единорога. Открыто Уильямом Гершелем в 1784 году. В скоплении и ближайшем к нему участке неба различимы 1162 звезды. Фотометрия 280 из них была опубликована в 1970 году. Возраст скопления составляет около 500 миллионов лет. Распределение звёзд скопления по массам хорошо согласуется с начальной функцией масс.
Этот объект входит в число перечисленных в оригинальной редакции «Нового общего каталога».